# Madhubani
Madhubani é uma cidade e um município no distrito de Madhubani, no estado indiano de Bihar.

## Geografia
Madhubani está localizada a 26° 22′ N, 86° 05′ L. Tem uma altitude média de 56 metros (183 pés).

## Demografia
Segundo o censo de 2001, Madhubani tinha uma população de 66.285 habitantes. Os indivíduos do sexo masculino constituem 53% da população e os do sexo feminino 47%. Madhubani tem uma taxa de literacia de 58%, inferior à média nacional de 59,5%: a literacia no sexo masculino é de 67% e no sexo feminino é de 49%. Em Madhubani, 16% da população está abaixo dos 6 anos de idade.